# Patricio Rodríguez (tenista)
Patricio Rodríguez Hagelstrom (Santiago, 20 de diciembre de 1938-Miami, Florida; 23 de junio de 2020) fue un tenista y el «mejor entrenador chileno del siglo XX». Desarrolló su carrera como tenista en las décadas de 1960 y 1970, ganando dos títulos ATP 250 en dobles en la era profesional. Es la «persona chilena con más participaciones en el Torneo de Roland Garros».

## Trayectoria deportiva
Comenzó a practicar tenis a los diez años de edad. En su carrera individual logró 23 títulos y ser 133.º del mundo en 1973, año en que comenzó la Clasificación de la ATP. Fue la «primera persona chilena en ganar algún partido en el Abierto de Australia» en 1966. Fue jugador del equipo chileno de Copa Davis de 1958 a 1964, de 1966 a 1968 y en 1972. De sus 44 partidos en el torneo ganó 19 y cayó en 25. Llegó a cuartos de final en la edición de 1964 con Patricio Cornejo y Ernesto Aguirre.
Fue el técnico de Andrés Gómez —en su apogeo, cuando ganó el Torneo de Roland Garros en 1990 y fue 4.º en la Clasificación de la ATP—, Nicolás Lapentti —en su apogeo, cuando fue 6.º—, José Luis Clerc —en su apogeo, cuando fue 4.º—, Jaime Yzaga, José Fernández, Gabriel Silberstein, Felipe Rivera y Nicolás Massú —en su apogeo, cuando obtuvo los Juegos Olímpicos en 2004 y fue 9.º—.

## Vida personal
Fue cónyuge de la extenista franco-chilena Michelle Boulle desde 1966.
Falleció a los 81 años en Miami (Estados Unidos) el 23 de junio de 2020, aquejado de un cáncer de pulmón.

## Títulos (2)

### Dobles (2)
- Barcelona - 1968
- Barcelona - 1969